# Лукинская (Подпорожский район)
Луки́нская — деревня в Винницком сельском поселении Подпорожского района Ленинградской области.

## История
Ряд деревень «в Озерех» упоминаются в писцовой книге Обонежской пятины 1496 года. На тот момент куст относился к Ильинскому Винницкому погосту.
Деревянная церковь Успения Пресвятой Богородицы в Озёрах была построена в 1689 году (в 1932 году закрыта и до настоящего времени используется под Дом культуры).
После екатерининской административной реформы XVIII века деревня вошла в состав 2-го стана Лодейнопольского уезда Олонецкой губернии.

ЛУКИНСКАЯ (при погосте) — деревня при реке Ояти, число дворов — 8, число жителей: 22 м п., 26 ж. п.; Все чудь. (1873 год)

Сборник Центрального статистического комитета описывал её так:

ЛУКИНСКАЯ — деревня бывшая государственная, дворов — 6, жителей — 37; лавка. (1885 год)

Список населённых мест Новгородской губернии:

ЛУКИНСКАЯ (погост озерский) — деревня Озёрского сельского общества при реке Ояти, население крестьянское: домов — 14, семей — 14, мужчин — 28, женщин — 34; некрестьянское: домов — 3, семей — 3, мужчин — 5, женщин — 8; лошадей — 11, коров — 15, прочего — 24. Школа. (1905 год)

До второй половины XX века населённый пункт представлял собой группу (куст) смежных деревень, объединённых вокруг старинного Озёрского погоста. По названию погоста и весь куст получил название Озёра. По данным списков населённых мест 1905 года, в состав куста входили деревни Лукинская, Андреевская, Соловьёвская, Фёдоровская-на-Ояти, Мининская, Аксёновская, Титовская, Селивановская, Башмаковская, Коковичи и др.
Озёрский погост с прилегающими деревнями образовывал сельское общество в составе Винницкой волости. В Озёрах, помимо церковного прихода, накануне Первой мировой войны располагались одноклассная церковно-приходская школа (открыта в 1887 году; 3 учителя) и квартира земского фельдшера.
С 1917 по 1922 год деревня входила в состав Озерского сельсовета Винницкой волости Лодейнопольского уезда Олонецкой губернии.
С 1922 года — в составе Ленинградской губернии.
С 1927 года — в составе Винницкого района.
По административным данным 1933 года деревня Лукинская входила в состав Озёрского вепсского национального сельсовета Винницкого национального вепсского района.
В 1940 году население деревни составляло 140 человек.

Деревня Лукинская на карте 1940 года

Согласно топографической карте РККА 1940 года Лукинская входила в куст деревень Озёра.
В 1942—1944 годах в Озёрах временно размещался административный центр Винницкого района в связи с эвакуацией Винниц, оказавшихся в непосредственной близости от линии фронта.
С 1963 года — в составе Лодейнопольского района.
С 1965 года — в составе Подпорожского района. В 1965 году население деревни составляло 66 человек.
По данным 1966 года деревня Лукинская являлась административным центром Озёрского сельсовета.
Формально населённые пункты куста смежных деревень: Лукинская, Андреевская, Соловьевская, Фёдоровская-на-Ояти, Мининская, Аксеновская, Титовская, Селивановская, Башмаковская и Коковичи, были объединены решением Леноблисполкома № 592 от 31 декабря 1970 года. Однако объединённому населённому пункту было присвоено не кустовое название, а наименование самой большой деревни — Лукинская. Местное население предпочитает использовать для наименования деревни почти исключительно ойконим «Озёра».
По данным 1973 года деревня Лукинская также являлась административным центром Озёрского сельсовета.
Во второй половине XX века в Озёрах находилась центральная усадьба совхоза «Озёрский» — одного из четырёх сельскохозяйственных предприятий Подпорожского района. В 1987 году совхоз располагал 2318 га земли (в том числе пашни — 1316, сенокосов — 594, пастбищ — 408). Поголовье крупного рогатого скота насчитывало 1302 головы (в том числе коров — 944). Производство молока в совхозе за 1987 год составило 27 732 ц.
По данным 1990 года в деревне Лукинская проживали 268 человек. Деревня являлась административным центром Озёрского сельсовета в который входили 13 населённых пунктов: деревни Алексеевская, Бахарево, Еремеевская, Ильинская, Кармановская, Кузьминская, Лукинская, Мартемьяновская, Никулинская, Ожеговская, Пелдуши, Савинская, Шондовичи, общей численностью населения 809 человек.
В 1990-е годы совхоз был реорганизован в ЗАО «Озерское», однако в условиях кризиса сельского хозяйства оно пришло в упадок и постепенно прекратило свою деятельность.
В 1997 году в деревне Лукинская Озёрской волости проживали 290 человек, в 2002 году — 241 человек (русские — 57 %, вепсы — 42 %). Деревня являлась административным центром волости.
С 1920-х годов до 2006 года деревня Лукинская являлась административным центром Озёрского сельсовета (волости). После проведения муниципальной реформы деревня вошла в состав Винницкого сельского поселения уже в качестве обычного, рядового населённого пункта.
В 2007 году население деревни составляло 247 человек.

## География
Деревня расположена в южной части района на автодороге 41К-713 (Винницы — Казыченская) в месте примыкания к ней автодороги 41К-714 (Лукинская — Пелдуши).
Расстояние до административного центра поселения — 24 км. Расстояние до районного центра — 99 км.
Расстояние до ближайшей железнодорожной станции Подпорожье — 106 км.
Деревня находится на перешейке, образуемом левым берегом реки Оять и озером Озерским.

## Демография
| 1873 | 1885 | 1905 | 1940 | 1952 | 1965 | 1971 |
| ---- | ---- | ---- | ---- | ---- | ---- | ---- |
| 48   | ↘37  | ↗75  | ↗140 | ↗251 | ↘66  | ↗296 |
| 1975 | 1989 | 1990 | 1997 | 2002 | 2007 | 2010 |
| ↘294 | ↗334 | ↘268 | ↗290 | ↘274 | ↘247 | ↘223 |
| 2017 |      |      |      |      |      |      |
| ↘197 |      |      |      |      |      |      |

### Национальный состав
Согласно данным Всероссийской переписи населения 2021 года в деревне проживали 92 человек, из них:
  вепсы — 49, русские — 39 человек.

## Транспорт и связь
Через деревню проходят грунтовые дороги, одна из которых идёт от Винниц через Озёра к южной границе района. Вторая дорога начинается от Озёр и идёт на запад, к деревне Пёлдуши. С административным центром поселения деревня связана пригородным автобусом (маршруты № 122 и 421, 9 рейсов в неделю).
В деревне имеется сельское отделение почтовой связи (индекс 187771).

## Социальная сфера
В деревне имеются Озёрский сельский дом культуры и Озёрская сельская библиотека. Функционирует фельдшерско-акушерский пункт.
Ранее в селе работали общеобразовательная школа (№ 14) и детский сад, однако в 2008 году была закрыта школа, а в 2009 году — и детский сад.

## Известные уроженцы
- Матвеев, Андрей Фёдорович (1892—1985) — депутат Учредительного собрания.

## Улицы
Башмаковская, Больничная, Крещенская, Лазурная, Ожеговская, Озёрная, Оятский переулок, Покровская, Почтовый переулок, Просторная, Совхозная, Школьная.